# Projet Uruz

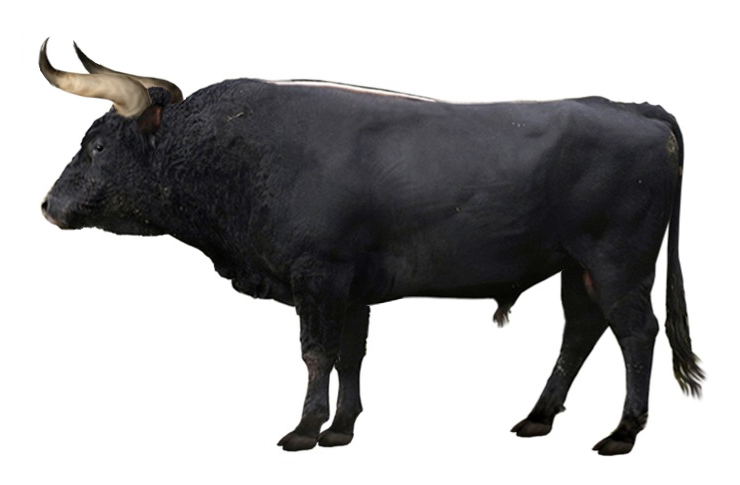
Reconstitution d'artiste d'un aurochs mâle dont le fossile a été trouvé à Braunschweig, en Allemagne.

Le projet Uruz a pour objectif de recréer les aurochs éteints (Bos p. Primigenius). Le terme Uruz est un ancien mot germanique qui désignait l'aurochs. Le projet Uruz a été lancé en 2013 par la True Nature Foundation et a été présenté à TEDx DeExtinction, une conférence d'une journée organisée par la Long Now Foundation, avec le soutien de TED et en partenariat avec la National Geographic Society, pour promouvoir les perspectives de reconstitution d'espèces disparues. Le mouvement de résurrection d'espèces éteintes est lui-même dirigé par la Long Now Foundation. 
Techniquement, Bos primigenius ne serait pas complètement éteint. Les sous-espèces sauvages B. p. primigenius, namadicus et africanus le sont, mais l'espèce serait toujours représentée par les bovins domestiques actuels. La plupart, ou la totalité, des caractéristiques pertinentes de l'aurochs, et donc de l'ADN sous-jacent, nécessaires pour «reproduire» un type de bovin proche de l'aurochs, se retrouveraient dans B. taurus. Le bétail domestique serait originaire du Moyen-Orient, et il y aurait également eu une introgression des aurochs européens dans le bétail domestique à une certaine époque. L'objectif du projet Uruz est de collecter toutes les données pertinentes et de réunir les caractéristiques dispersées et l'ADN de l'aurochs dans un nouvel animal. 
Le projet diffère des autres projets de reproduction de l'aurochs, historiques (Bétail Heck) et plus récents (Programme Tauros, projet Auerrind), en ce qu'il combine la génomique et les règles héréditaires mendéliennes classiques pour développer la stratégie de reproduction la plus efficace. Les races bovines fondatrices primitives sont soigneusement sélectionnées et le nombre de races bovines utilisées est réduit au minimum.

## Contexte

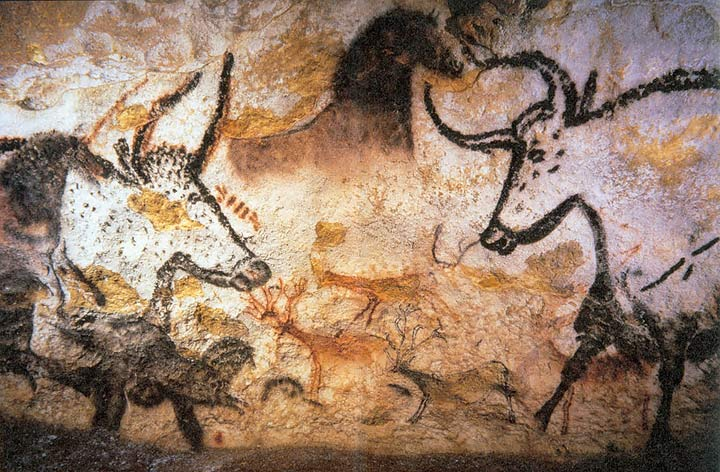
Aurochs peints dans la grotte de Lascaux, France

Les projets de restauration écologique ne peuvent être achevés sans réintroduire ces espèces clés qui contribuent à façonner et à remodeler les paysages sauvages. L'aurochs européen (Bos p. Primigenius) était un gros herbivore bovin sauvage à longues cornes, que l'on pouvait trouver de la pointe la plus occidentale de l'Europe jusqu'en Sibérie. Les aurochs ont joué un rôle majeur dans l'histoire humaine. Ils sont souvent représentés dans l'art rupestre, y compris sur les célèbres peintures de la grotte de Lascaux, estimées d'un âge de 17 300 ans. Les aurochs et autres grands animaux représentés dans l'art rupestre paléolithique étaient souvent chassés par les hommes pour se nourrir. La chasse et la perte d’habitat causées par les humains, ainsi que la conversion des terres agricoles, ont fait disparaître les aurochs en 1627, lorsque le dernier individu, une femelle, est décédé dans la forêt de Jaktorów en Pologne. 

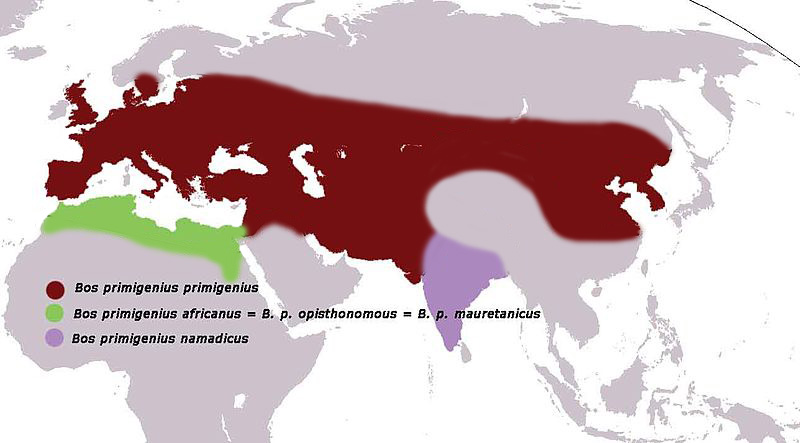
L'ancienne aire de répartition de l'Aurochs

Les aurochs sont l'une des espèces clés de voûte qui ont disparu d'Europe. Le mode de pâturage, le piétinement du sol et le dépôt de fèces de ces animaux ont eu un impact profond sur la végétation et les paysages. Le pâturage entraîne une plus grande diversité d'espèces végétales, de structures et de niches écologiques dans un paysage qui profite à la fois à la biodiversité et à la production primaire. Les mégaherbivores comme les aurochs contrôlaient également le développement de la végétation. Le but ultime du projet Uruz est que les aurochs reconstitués puissent recréer, maintenir et améliorer la biodiversité et les caractéristiques des écosystèmes naturels en Europe. 

## Stratégie d'élevage
Le projet Uruz vise à élever une race de bovins de type aurochs à partir d'un nombre limité de races primitives, soigneusement sélectionnées sur la base de leur proximité phénotypique et génétique avec l'aurochs. Le projet utilise les races Sayaguesa, Maremmana primitiva, Bœuf gris hongrois, Chianina et Watusi. Le génome des Aurochs a été entièrement reconstruit, et sert de référence pour la reconstitution de ce taxon,. 
Le projet prévoit d'utiliser les données d'ADN des aurochs pour évaluer les résultats de la reproduction et la modification du génome, nouveau domaine scientifique, pour éliminer les mauvais gènes présents dans les nouveaux animaux afin que des caractéristiques non spécifiques aux aurochs ne réapparaissent. 
Afin de réunir les caractéristiques souhaitées de deux races bovines en une seule, le projet procède à des croisements, au sein d'une même combinaison. L'hybride F1 sera (pratiquement) homogène. Le croisement de ces F1 entre eux entraînera théoriquement tous les phénotypes dans la courbe en cloche phénotypique d'une race A ou de la race B, et la morphologie des deux races. Deux lignées de reproduction ont chacune été établies avec deux races différentes : la lignée Chianina × Watusi et la lignée Sayaguesa × Maremmana. Une fois que les descendants Chianina × Watusi et Sayaguesa × Maremmana du F2 seront disponibles dans les deux sexes, le projet se poursuivra avec un F3, tout en continuant à augmenter le nombre de F2 au cours de leur durée de vie reproductrice. En adhérant à cette stratégie d'élevage, plus de stabilité sera créée qu'avec un croisement aléatoire basé sur le phénotype. 
Deux races semblables à l'aurochs ont été choisies et seront reproduites sans croiser d'autres races. Seule la sélection sera utilisée comme un outil pour reproduire une morphologie semblable à celle des aurochs. Ces deux races sont les Barrosã et Maronesa, originaires du nord du Portugal[réf. nécessaire].

## Critères de sélection

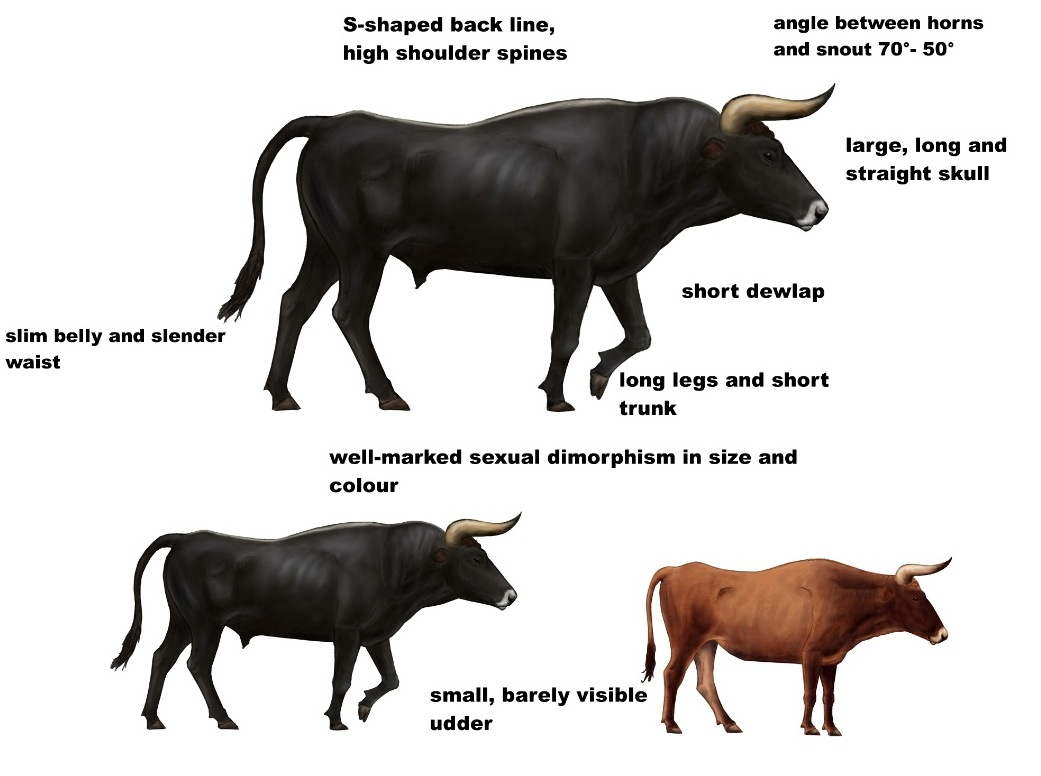
Caractéristiques physiques des Aurochs

Pour l'évaluation et la définition de l'apparence et du comportement des aurochs, le projet Uruz réunit les connaissances et l'expertise de plusieurs disciplines scientifiques, telles que l'archéozoologie, l'archéologie, l'élevage bovin, l'écologie, la recherche médico-légale zoologique, la génétique ancienne et la biologie moléculaire. Des critères de sélection physiques ont été établis pour les taureaux et les vaches. Cela comprend le phénotype (hauteur des épaules, construction globale, couleur du pelage, forme de la tête et des cornes) ainsi que le comportement socioécologique. 

## Progrès et résultats des croisements
Les premiers troupeaux reproducteurs ont été établis en Allemagne et aux Pays-Bas. Des préparatifs sont en cours pour la création de plusieurs troupeaux au Portugal, en Espagne, en République tchèque et en Roumanie. 

## Partenariats
Le projet Uruz a établi des partenariats à long terme avec la fondation Long Now, Kloster Lorsch, Förderkreis Große Pflanzenfresser im Kreis Bergstraße e. V, European Wildlife, SAVE Foundation, ainsi que le laboratoire de génomique animale de l'Université de Dublin, l'ancien laboratoire d'ADN de l'université de Potsdam et les laboratoires de génomique des États-Unis. 